# Anna Kyjevská
Anna Kyjevská (ukrajinský Анна Ярославна / Anna Jaroslavna, francouzsky Anne de Kiev či Anne de Russie, 1024 ?– 1075/1089) byla od roku 1051 francouzská královna, manželka Jindřicha I. a dcera kyjevského knížete Jaroslava I. a Ingegerdy Švédské,.

## Život

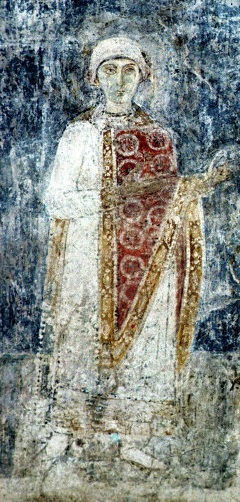
Anna na fresce v katedrále sv. Sofie v Kyjevě

Francouzský král Jindřich ovdověl roku 1044, kdy jeho choť Matylda zemřela, aniž by zanechala králi dědice.
Anna byla svým otcem původně nabízena jako vhodná partie pro císaře Jindřicha III. Císař se však tehdy ucházel o Anežku z Poitou a byl to pravděpodobně právě císař, který obrátil zraky Jindřicha I. ke kyjevskému dvoru. V říjnu roku 1048 se oba státníci sešli v Ivois, kde uzavřeli smlouvu o přátelství a právě tehdy vyslal francouzský král poselstvo do Kyjeva. Důvodem k tomuto svazku s dcerou východního velkoknížete nebyla pouze snaha o početí následníka trůnu, ale také jistota, že vzhledem k vzdálenosti mezi oběma dvory nebudou mezi manžely žádná blízká pokrevní pouta a Jindřich se tak neproviní proti kanonickému právu. Dvě Anniny sestry byly provdány za uherského a norského krále, kteří nebyli právě přátelsky naladěni vůči Říši a stejně tak polský kníže Kazimír I., který byl nevěstiným strýcem.
Manželství bylo uzavřeno pravděpodobně o svatodušních svátcích roku 1051 a Anna dala králi tři syny. Uměla psát a měla na manžela pravděpodobně vliv – dochoval se dopis papeže Mikuláše II. pro královnu Annu, v němž ji nabádá, aby na nábožensky vlažného Jindřicha, který myslel především na politické cíle, působila a apeluje na její mužnou ctnost v ženské hrudi. Nejstarší syn Filip dostal v kapetovském rodu nezvyklé jméno, byl pojmenován po apoštolu Filipovi, jehož uctívání bylo rozšířeno především na byzantské půdě, odkud pocházela královnina babička.
Roku 1059 byl sedmiletý Filip za přítomnosti dvou papežských legátů v Remeši povýšen na otcova spolukrále. Jindřich I. zemřel již následujícího roku zhruba ve věku padesáti let a Filip se stal králem; vzhledem k jeho nízkému věku byl zřejmě umírajícím otcem určen jako regent Filipův strýc, flanderský hrabě Balduin V. Velký vliv na vládní záležitosti měla také královna vdova, dokud se nerozhodla pohoršit celý pařížský dvůr. Roku 1061 Anna vstoupila do nového manželského svazku s Rudolfem, hrabětem z Valois, který kvůli ní zapudil svou ženu. O tři roky později následovala exkomunikace.
Z následujících let se zachovaly pouhé střípky – roku 1065 byl vysvěcen kostel v Senlis a přilehlý klášter sv. Vincenta, který nechala Anna založit. Rudolf zemřel roku 1074, Anna mezi lety 1075–1089 a byla pravděpodobně pohřbena v opatství Villiers v La Ferté-Alais.

## Anna Kyjevská v kultuře
Roku 1973 vydalo moskevské nakladatelství Sovětskij pisatěl historický román Anna Jaroslavna, královna Francie (Анна Ярославна — королева Франции / Anna Jaroslavna-koroleva Francii) autora Antonina Ladinského; jeho českojazyčný překlad vyšel roku 1980.
Ruský režisér Igor Maslennikov uvedl do kin roku 1978 film Jaroslavna: Královna Francie (Ярославна, королева Франции / Jaroslavna, koroleva Francii), věnovaný jejímu osudu.